# Jerry Kevorkian
Jirair „Jerry“ Kevorkian, auch Jirayr, (* 14. Mai 1933 in Jerusalem) ist ein US-amerikanischer angewandter Mathematiker und Aerodynamik-Spezialist.
Jerry Kevorkian studierte am Georgia Institute of Technology mit dem Bachelor-Abschluss 1955 und dem Master-Abschluss 1956. 1956/57 war er als Aerodynamiker bei General Dynamics und Convair. Er wurde 1961 am Caltech bei Julian Cole promoviert (The uniformly valid Asymptotic Approximations to the Solutions of Certain Nonlinear Ordinary Differential Equations) und war dort 1961 bis 1964 Research Fellow. 1964 wurde er Assistant Professor und ab 1971 Professor für Angewandte Mathematik, Aeronautik und Astronautik an der University of Washington.
Kevorkian entwickelte störungstheoretische Methoden für nichtlineare partielle Differentialgleichungen der Hydro- und Aerodynamik, unter anderem im Rahmen seiner Dissertation Mehrskalenverfahren mit Cole. 1971/72 war er Gastprofessor an der Universität Paris.
Er sollte nicht mit dem Mathematiker Aram Kevorkian (* 1942) verwechselt werden, der sich mit numerischer Mathematik befasst.

## Schriften
- Partial differential equations: analytical solution techniques, Springer Verlag, Texts in Applied Mathematics 25,  2. Auflage 2000
- mit Julian Cole: Multiple Scale and Singular Perturbation Methods, Springer Verlag, Applied Mathematical Sciences 114, 1996